# Piezura pardalina
Piezura pardalina är en tvåvingeart som beskrevs av Camillo Rondani 1866. Piezura pardalina ingår i släktet Piezura och familjen takdansflugor.
Artens utbredningsområde är Italien. Arten är reproducerande i Sverige. Inga underarter finns listade i Catalogue of Life.